# Euplectrus catocalae
Euplectrus catocalae är en stekelart som beskrevs av Howard 1885. Euplectrus catocalae ingår i släktet Euplectrus och familjen finglanssteklar. Inga underarter finns listade i Catalogue of Life.